# レインボーストリート
レインボー通り（レインボーどおり、アラビア語：شارع الرينبو）はヨルダンの首都・アンマンの中央に位置する街路である。旧称はアブー・バクル・アッ＝スィッディーク通り。東のサークル通りからマンゴ通りまで通す。
アル＝ムフティの家とタラール１世の旧官邸などの歴史的な敷地を通過し、複数のカフェ・レストラン・ホーテル・店・広場があるため、アンマンに有名な通りとされている。ヨルダンの国有油石会社の本部にも通過する。